# Wspólnota administracyjna Marquartstein
Wspólnota administracyjna Marquartstein – wspólnota administracyjna (niem. Verwaltungsgemeinschaft) w Niemczech, w kraju związkowym Bawaria, w rejencji Górna Bawaria, w regionie Südostoberbayern, w powiecie Traunstein. Siedziba wspólnoty znajduje się w miejscowości Marquartstein.
Wspólnota administracyjna zrzesza dwie gminy wiejskie (Gemeinde): 
- Marquartstein, 3 166 mieszkańców, 36,91 km²
- Staudach-Egerndach, 1 105 mieszkańców, 19,34 km²